# Medaglia a ricordo del 100º anniversario della fondazione della Guardia Palatina
La Medaglia a ricordo del 100º anniversario della fondazione della Guardia Palatina venne istituita da papa Pio XII nel 1950 per commemorare il primo centenario della fondazione della Guardia Palatina.

## Insegne
La medaglia consiste in un tondo riportante sul diritto i busti affiancati di Pio IX e Pio XII rivolti verso sinistra, attorniati dalla legenda "ANNO • CENTESIMO • A • PALATINA • COHORTE • HONORARIA • CONSTITVTA • MDCCCL - MCML" e sotto il busto la firma dell'incisore MISTRVZZI. Il rovescio riporta invece al centro uno scudo ovale con le insegne della Guardia Palatina sormontate da un elmo e affiancato da bandiere militari, pugnali e rami di quercia e alloro, attorniati dalla scritta "FIDE • CONSTAMVS • AVITA".
Il nastro è amaranto con una fascia gialla e una bianca per parte.